# 수신자 요금 부담 통화
수신자 요금 부담 통화(受信者料金負擔通話) 또는 컬렉트 콜(collect call)은 전화를 받는 사람이 요금을 내야하는 통화 서비스이다. 공중전화기에서 돈이 없을 때 흔히 사용한다. 상대방은 1초당 약 3~4원 씩 내게 되며, 받는 순간 요금이 올라간다. 하지만 콜렉트콜 서비스를 사용하지 않는 사람도 있는데, 이 사람들에게 전화를 걸면 “착신자는 콜렉트콜 거부 가입자입니다.”라는 안내 멘트가 나온다.